# Gitarrenbauer

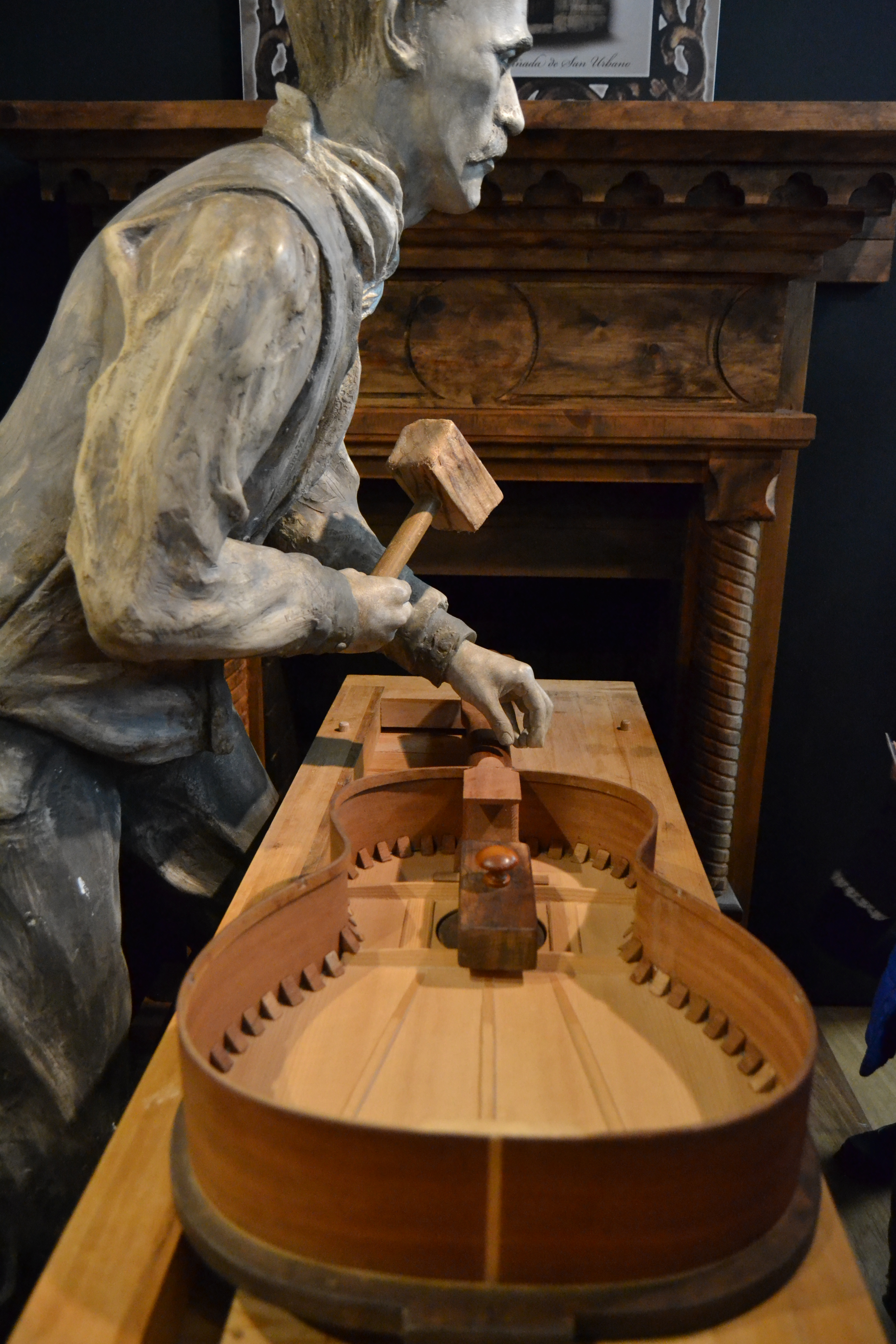
Darstellung eines andalusischen Gitarrenbauers

Ein Gitarrenbauer beschäftigt sich mit der Herstellung und Reparatur von Gitarren und anderen Zupfinstrumenten.

## Ausbildung
Der Zupfinstrumentenmacher wird oft als Gitarrenbauer bezeichnet, diese Bezeichnung deckt nur unzureichend die Vielfalt dieses Ausbildungsberufs ab. In der Ausbildung werden die Grundlagen aller gezupften Saiteninstrumente wie Zither, Hackbrett, Harfe, Gitarre, Mandoline, Ukulele, Theorbe, Laute usw. vermittelt. In den Betrieben findet eine starke Spezialisierung statt, der einzelne Betrieb oder Handwerker stellt meist nur eines oder zwei der möglichen Instrumente her.
Nach der Ausbildung folgt oft eine Spezialisierung nach den Bereichen Konzertgitarren, Flamencogitarren, Stahlsaiten oder Westerngitarren, Jazzgitarren, Elektro-Gitarren, Elektro-Bässe oder Akustikbässe.
In Deutschland beginnen etwa 8 bis 10 Auszubildende pro Jahr dieses Handwerk.
Vier Ausbildungsplätze pro Jahr bietet die Instrumentenbauschule in Mittenwald, die Staatliche Berufsfach- und Fachschule für Geigenbau und Zupfinstrumentenmacher Mittenwald, 4–6 weitere das Berufliche Schulzentrum Vogtland; Schulteil Berufs- und Berufsfachschule „Vogtländischer Musikinstrumentenbau“ in Klingenthal.
An diesen Schulen findet der Berufsschulunterricht für die Lehrlinge aus den Betrieben im Blockunterricht statt.
Darüber hinaus bietet die Westsächsische Hochschule Zwickau in Markneukirchen den Studiengang Instrumentenbau an.
Zu den bekanntesten Gitarrenbaulehrern gehört der ehemalige Fachlehrer für Instrumentenbau und Schulrat Franz Jahnel. Er wurde am 7. April 1892 im nordböhmischen Görkau geboren und starb am 29. März 1992. Er wurde vor allem durch sein 1963 im Verlag Das Musikinstrument erschienenes Buch Die Gitarre und ihr Bau bekannt.

## Deutsche Gitarrenbauer (Auswahl)
Bekannte deutsche Gitarrenbauer sind oder waren
- Franz Ulrich Albert (1953–2016)[3], Aarbergen/Südhessen
- Stuart M. Bilcock (Cassandra Elk Design)[4], Morbach/Rheinland-Pfalz
- Alexander Claas (* 1992)[5], Burgdorf/Niedersachsen
- Andreas Cuntz (* um 1975)[6], Riedstadt/Südhessen
- Matthias Dammann (* 1957)[7], Ruhstorf an der Rott/Niederbayern
- Frank-Peter Dietrich (* 1938)[8], Erlbach/Vogtland
- Christian Dörr (* 1963), Neustadt an der Weinstraße
- Armin Dreier (* um 1975)[9], Schorndorf/Nordwürttemberg
- Willy Dreier (1901–1976), Berlin
- Siegfried Eichhorn (1930–2009)[10], Markneukirchen/Vogtland (Nachfolger ist sein Sohn Michael Eichhorn)[11]
- Rolf Eichinger (1944–2009), Karlsruhe – Pfinztal-Berghausen/Nordbaden – Granada/Andalusien – Salobreña/Andalusien
- Georg Gose (1934–2024)[12], Koblenz/Rheinland-Pfalz – Vallendar/Rheinland-Pfalz – Bendorf/Rheinland-Pfalz
- Robert Gose (* 1980)[13], Vallendar/Rheinland-Pfalz – Bendorf/Rheinland-Pfalz
- Achim-Peter Gropius (* 1967)[14][15], Reutlingen/Südwürttemberg
- Armin Gropp (* 1941)[16], Breitenfeld/Vogtland
- Erwin von Grüner (1925–2001), Baiersdorf/Mittelfranken
- Albert Gütter (1927–1992), Markneukirchen/Vogtland
- Helmut Hanika (1932–2020)[17], Baiersdorf/Mittelfranken
- Gerold Karl Hannabach (1928–2015), Bubenreuth/Mittelfranken
- Peter Harlan (1898–1966), Berlin – Markneukirchen – Burg Sternberg/Kreis Lippe
- Hartmut Hegewald (* 1952), Bönen/Kreis Unna
- Heinz-Günter Friedrich (* 1950), Esterwegen
- Hermann Hauser I (1882–1952), München – Reisbach/Niederbayern
- Hermann Hauser II (1911–1988), Reisbach/Niederbayern
- Hermann Hauser III (* 1958), Reisbach/Niederbayern
- Dieter Hense (1929–2017), Hohenstein-Breithardt/Südhessen
- Dieter Hopf (* 1936), Taunusstein-Wehen/Südhessen
- Max Erich Klein (1901–1984)[18], Markneukirchen – Schwäbisch Gmünd – Koblenz
- Ernest Köröskényi (1911–1978)[19], Taunusstein-Wehen/Südhessen
- Eberhard Kreul (1937–2018), Erlbach/Vogtland
- Artur Lang (1909–1975), Schönbach (Luby)/Nordböhmen – Garmisch-Partenkirchen/Oberbayern
- Tom Launhardt (1963–2016), Leun/Mittelhessen
- Christian Friedrich Martin Senior (1796–1873), Markneukirchen – New York City – Nazareth/Pennsylvania/USA
- Adolf Richard Meinel (1910–2009)[20], Markneukirchen/Vogtland
- Ulrike Meinel (* 1952)[20], Markneukirchen/Vogtland
- Edgar Mönch (1907–1977), München – Toronto/Kanada – Staufen im Breisgau/Südbaden
- Antonius Müller (* 1960), Aarbergen/Südhessen
- Dragan Musulin (* 1940)[21], Taunusstein-Wehen/Südhessen
- Fritz Ober (1955–2020)[22], München
- Thomas Ochs (* 1973)[23], Kemmern/Oberfranken
- Roland Oetter (1949–1985), Nürnberg/Mittelfranken
- Kolya Panhuyzen (* 1941, Neffe von E.Mönch), Toronto/Kanada und Schwanau/Südbaden
- Adolf Paulus (1874–1948), Markneukirchen – Leipzig – Berlin – Rothenburg ob der Tauber – Schweinfurt am Main – Bonn
- Hans Raab I (1855–1912), München
- Hans Raab II (1891– vor 1930), München
- Karl-Heinz Römmich (* 1953), Frankenhardt/Nordwürttemberg
- Roger Rossmeisl (1927–1979), Berlin
- Wenzel Rossmeisl (1902–1975), Berlin – USA
- Heidi von Rüden (* 1975), Berlin
- Gerhard Schnabl (* 1939), Langensendelbach/Oberfranken
- Joachim Schneider (1939–2019), Markneukirchen/Vogtland
- Steffen (* 1961) und André Schneider, Markneukirchen/Vogtland
- Günter Schulz[24]
- Martin Seeliger (* um 1960)[25], Gießen/Mittelhessen
- Reinhold Seiffert (1929–2003), Idstein-Lenzhahn/Südhessen
- Sebastian Stenzel (* 1966)[26], München – Sölden (bei Freiburg im Breisgau) – Emmendingen (bei Freiburg im Breisgau)
- Christian Stoll (* 1959), Taunusstein-Wehen/Südhessen
- Joe Striebel (* 1973), Wolfratshausen/Oberbayern
- Heinrich Szymansky (1867–1932), Berlin
- Johannes Oskar Szymansky (1894–1965), Berlin
- Ulrich Teuffel (* 1965), Neu-Ulm/Schwaben
- Johann Gottlieb Thielemann (um 1760–1821), Berlin
- Joachim Tielke (1641–1719), Hamburg
- Dennis Tolz (* 1985)[27], Berlin
- Eduardo Valdivia Rivera (* 1948)[28][29], Künzell/Osthessen – Berlin
- Walter J. Vogt (1936–1990), Horb-Mühlen am Neckar/Südwürttemberg
- Curt Claus Voigt (* um 1955), Markneukirchen – München – Wasserburg am Inn/Oberbayern – Edling/Oberbayern
- Angela Waltner (* 1970)[30], Berlin
- Mathieu Wateau (* 1977)[31], Berlin
- Arnold Jacob, genannt: Weißgerber (1917–1944), Markneukirchen/Vogtland
- Martin Jacob, genannt: Weißgerber (1911–1991), Markneukirchen/Vogtland
- Richard Jacob, genannt: Weißgerber (1877–1960), Markneukirchen/Vogtland
- Michael Wichmann (* 1945), Hamburg
- Fred Wilfer (1917–1996; Fa. Framus), Bubenreuth/Mittelfranken
- Stefan Zander (* um 1975)[32], Kiel/Holstein

## Schweizer Gitarrenbauer (Auswahl)
- Marcelo Leandro López (* 1992), Chur/Graubünden[33]

## Österreichische Gitarrenbauer (Auswahl)
- Franz Angerer (1851–1924), Wien[34]
- Enzensperger, Gitarren- und Geigenmacherfamilie in Wien (18.–20. Jh.)[35]
- Georg Haid, Wien
- Bernd Holzgruber (1939–2022), Velden am Wörthersee/Kärnten
- Christian Jablonski (* 1971)[36][37], Bad Goisern am Hallstättersee/Oberösterreich
- Andreas Neubauer (* 1963), Wien
- Franz Nowy (1875–1967), Wien[38]
- Karl Nowy (1879–1922), Wien[38]
- Michael Nowy (Vater, 1847–?), Wien[38]
- Michael Nowy (Sohn, 1881–?), Wien[38]
- Ludwig Reisinger, Wien
- Johann Georg Stauffer (1778–1853), Wien
- Richard Witzmann (* 1953), Wien

## Spanische Gitarrenbauer (Auswahl)
Bedeutende spanische Gitarrenbauer (spanisch guitarreros) sind oder waren
- Juan Miguel Álvarez del Olmo (* 1960), Madrid
- Juan Álvarez-Gil (1932–2001), Madrid
- Vicente Arias (1833–1914), Ciudad Real – Madrid
- Germán Pérez Barranco (* 1940), Granada
- Marcelo Barbero (1904–1956), Madrid, Schüler von José Ramírez II, ab 1943 Nachfolger der Werkstatt von Santos Hernández
- José López Bellido (* 1943), Granada
- Manuel López Bellido (* 1939), Granada
- Paulino Bernabe (1932–2007), Madrid
- Paulino Bernabe (* 1960), Madrid
- Modesto Borreguero (1893–1969)[39], Madrid, Schüler von Manuel Ramírez
- Rafael Casana y Cuerna (1865–1918/22)[40], Córdoba, Schüler von José Ramirez I
- Manuel de la Chica (1911–1998), Granada
- Manuel G. Contreras (1928–1994), Madrid, Schüler von José Ramírez III
- Pablo Manuel Contreras (1957–2011), Madrid
- Domingo Esteso (1882–1937), Madrid, Schüler von Manuel Ramírez
- Eduardo Ferrer (1905–1988), Granada
- Ignacio Fleta (1897–1977), Barcelona
- Enrique García (1868–1922), Barcelona, Schüler von José Ramírez I
- Francisco González (1820–1879), Madrid, Gitarrenkonstrukteur und Erfinder, Lehrer von José Ramírez I
- Santos Hernández (1870/73/74–1942/43), Madrid, Schüler von Manuel Ramírez
- Pedro Maldonado (1929–2020)[41][42], Málaga
- Paco Santiago Marin (* 1946), Granada
- Antonio Marín Montero (* 1933), Granada
- Jesús Manuel López Martín (* 1966)[43], Granada, Sohn von Manuel López Bellido
- Celestino Méndez (1883–nach 1934), Spanien – Buenos Aires (Argentinien)
- Juan Román Padilla (1928–2018), Granada
- José Ramirez I (1858–1923), Madrid
- José Ramirez II (1885–1957), Madrid – Buenos Aires
- José Ramirez III (1922–1995), Madrid
- José Ramirez IV (1953–2000), Madrid
- Julián Gómez Ramirez (1879–1943)[44], Paris, Schüler von José Ramírez I
- Manuel Ramírez (1864–1916), Madrid
- Manuel Reyes (1934–2014), Córdoba
- Manuel Reyes Hijo (* 1969), Córdoba
- Manuel Rodriguez Senior (1926–2008) und Söhne, Madrid
- Prudencio Sáez, Valcencia
- Francisco Simplicio (1874–1932), Barcelona
- Antonio de Torres (1817–1892), Granada – Sevilla – Almería
- Antonio Emilio Pascual Viudes (1883–1959)[45][46], Madrid – Buenos Aires, Schüler von Manuel Ramírez

## US-amerikanische Gitarrenbauer (Auswahl)
- George Beauchamp (1899–1941; Rickenbacker)
- John D’Angelico (1905–1964)
- Jimmy D’Aquisto (1935–1995)[47], ab 1952 Mitarbeiter von John D’Angelico
- Lester DeVoe (* 1951)[48], Nipomo/Kalifornien, unter anderem Flamencogitarrenbauer (etwa für Sabicas)
- Leo Fender (1909–1991; Fender Musical Instruments)
- Ren Ferguson (* 1946)[49], Nashville/Tennessee – Bozeman/Montana – Oxnard/Kalifornien
- Orville H. Gibson (1856–1918; Gibson Guitar Corporation)
- John M. Gilbert (1922–2012), Woodside/Kalifornien
- Thomas Humphrey (1948–2008), New York City
- Lloyd Loar (1886–1943; Gibson Guitar Corporation)
- Christian Friedrich Martin Junior (1796–1873; Martin Guitars), Markneukirchen – New York City – Nazareth/Pennsylvania
- Robert Ruck (1945–2018)[50], Poulsbo/Washington
- Paul Reed Smith (* 1956; PRS Guitars)
- Ervin Somogyi (* 1944)[51], Oakland/Kalifornien
- Elmer Stromberg (1895–1955)[52], Sohn von Charles A. Stromberg (1866–1955)

## Weitere Gitarrenbauer
- Christian Aubin (1927–2007)[53], Paris – Roquecave (Dép. Lot) – Concots (Dép. Lot) – Vialars (Dép. Aveyron)
- Albert Augustine (1900–1967), Schweden (bekannt als Hersteller von Gitarrensaiten aus Nylon)
- Georg Bolin (1912–1993)[54], Schweden
- Arnaldo Bottoni (1928 – um 2005)[55] und Michele Greci (* 1952), Italien
- Robert Bouchet (1898–1986),[56] Frankreich
- Paul Fischer (* 1941)[57], England (Chipping Norton/Oxfordshire)
- Daniel Friederich (1932–2020)[58], Frankreich
- Gioachino Giussani (* 1949), Italien
- Jean-Nicolas Grobert  (1794–1869), Frankreich
- Mass Hirade (um 1930 – um 2003)[59][60][61] (Takamine), Japan, Schüler von Masaru Kōno
- Masaru Kōno (1926–1998), Japan
- René François Lacôte (um 1785–nach 1868), Frankreich
- Jean Larrivée (* 1944; Larrivee Guitars)[62], Kanada – USA
- Daniel Lesueur (1933–2021)[63][64], Paris – Coupvray (Vorort östlich von Paris)
- Gabriele Lodi (* um 1980), Italien
- Mario Maccaferri (1900–1993), Italien/USA
- Luigi Mozzani (1869–1943), Italien
- Thomas Norwood (1944–2021)[65], Frankreich
- Louis Panormo (um 1784–1862), England
- José Luis Romanillos (1932–2022), Spanien/England
- François Roudhloff (1781–1849), Frankreich
- David J. Rubio (1934–2000), England
- Greg Smallman (* 1947), Australien
- Gary Southwell (* 1962), England
- Antonio Stradivari (1648–1737), Italien
- Kazuo Yairi (1932–2014)[66][67], Japan
- Rauno Esa Nieminen (* 1955), Finnland